# Naczelny Kapelan ZHP
Naczelny Kapelan ZHP – naczelny kapelan Związku Harcerstwa Polskiego, sprawujący duszpasterską opiekę.

## Lista kapelanów
- ks. hm. Antoni Bogdański (1925–1929) (pierwszy oficjalny Naczelny Kapelan ZHP, został zatwierdzony w 1925 roku przez Arcybiskupa Metropolitę Warszawskiego ks. kard. Kakowskiego, w tym samym roku otrzymał też błogosławieństwo od papieża Piusa XI)
- ks. Józef Sobczyński (1929–1931) (wcześniej komendant Chorągwi Sosnowieckiej ZHP)
- ks. hm. Marian Luzar (1931–1939) (m.in. wcześniej komendant Chorągwi Krakowskiej ZHP, Komendanta Hufca ZHP w Trzebini)
- ks. Jan Mauersberger (1939–1941) – kapelan Szarych Szeregów
- ks. Jan Zieja (1941–1945) – kapelan Szarych Szeregów, współtwórca Komitetu Obrony Robotników)
- ks. Zdzisław Peszkowski – kapelan ZHP pgK
- ks. phm. Jan Ujma (od 1995 do 8 marca 2008)
- ks. hm. Ronald Kasowski (od 8 marca 2008 do 8 kwietnia 2015)
- ks. hm. Wojciech Jurkowski (od 8 kwietnia 2015 do 10 czerwca 2025) (wcześniej kapelan Chorągwi Krakowskiej ZHP)
- ks. hm. Tomasz Kozłowski (od 11 czerwca 2025) (wcześniej kapelan Chorągwi Białostockiej ZHP)

Księża mocno zaangażowani w harcerstwo przed oficjalnym powołaniem funkcji naczelnego kapelana to między innymi: ks. Kazimierz Lutosławski, sufragan lwowski ks. Bp Władysław Bandurski, ks. Korniłowicz, ks. Gerard Szmyd, ks. Prądzyński, ks. Jan Mauersberger.

## Inni znani kapelani harcerscy
- ks. Marian Górecki i ks. Bronisław Komorowski – byli kapelanami harcerskimi Wolnego Miasta Gdańska, zamordowani w obozie Stutthof. W 1999 zaliczeni zostali przez Ojca Świętego Jana Pawła II do grona Błogosławionych Męczenników.
- ks. Paweł Warszawski – kapelan Batalionu „Zośka”.
- bł. ks. phm. Stefan Wincenty Frelichowski – kapelan pomorskiej chorągwi Organizacji Harcerzy ZHP. Więzień obozu w Dachau. Beatyfikowany w 1997 przez papieża Jana Pawła II. Patron polskiego harcerstwa.

W 1984 powstało Krajowe Duszpasterstwo Harcerskie na czele którego stoi z ramienia Episkopatu Polski ks. Bp Kazimierz Górny.